# Svans (film)
 For alternative betydninger, se Svans. (Se også artikler, som begynder med Svans)
Svans er en dansk kortfilm fra 2016 instrueret af Martin Reinhard.

## Medvirkende
- Jonatan Tulestedt Jarvel, Axel
- Mikkel Møller, Alexander
- Frederik Thorenfeldt Poulsen, Dennis
- Mikkel Rishøj, Peter
- Jacob Hasselstrøm, Henrik
- Oscar Walsøe Busch, Simon
- Emma B. Marott, Simone
- Søs Sif Thiele, Moderen